# پروتئین کیناز سی
پروتئین کیناز سی (به انگلیسی: Protein kinase C) همچنین شناخته شده به عنوان (PKC (EC 2.7.11.13 یک خانواده از آنزیم پروتئین کیناز است که در کنترل عملکرد پروتئین‌های دیگر از طریق فسفوریلاسیون از گروه‌های هیدروکسیل از باقی‌مانده‌های اسید آمینه سرین و ترئونین در این پروتئین‌های درگیر است. آنزیم PKC به نوبه خود توسط سیگنال‌هایی مانند افزایش در غلظت (diacylglycerol (DAG یا یون کلسیم (+Ca2) فعال می‌شود. از این رو آنزیم‌های PKC نقش مهمی در چندین آبشار انتقال سیگنال دارند.